# Risoba cebea
Risoba cebea är en fjärilsart som beskrevs av George Francis Hampson. Risoba cebea ingår i släktet Risoba och familjen trågspinnare. Inga underarter finns listade.